# Donald Harvey
Donald Harvey (* 15. April 1952; † 30. März 2017) war ein US-amerikanischer Sanitäter und Serienmörder, der behauptete, 87 Menschen ermordet zu haben, obwohl die offiziellen Schätzungen zwischen 37 und 57 Opfern liegen. Harvey sagte, er habe mit dem Töten begonnen, um die Schmerzen der Patienten zu lindern. Im Laufe der Zeit begann er sich immer mehr daran zu erfreuen und wurde ein selbst ernannter „Engel des Todes“. Harvey wurde zu 28 lebenslangen Haftstrafen in der Toledo Correctional Institution in Toledo, Ohio, verurteilt, nachdem er, um die Todesstrafe zu vermeiden, sich schuldig bekannt hatte, Morde begangen zu haben.

## Geschichte
Donald Harvey arbeitete ab seinem 18. Lebensjahr als Sanitäter am Marymount Hospital in London, Kentucky. Später gestand er, dass er in den zehn Monaten, in denen er im Krankenhaus arbeitete, mindestens ein Dutzend Patienten getötet hatte. Sein zweites Opfer wurde in Anwesenheit von Danny George, einem zwölfjährigen Kind, getötet. Harvey bestand darauf, dass er nur aus Mitgefühl für die Leiden derer, die unheilbar krank waren, tötete. Er sagte auch aus, dass viele der Morde, die er begangen hatte, auf Wut auf das Opfer zurückzuführen waren. Harvey konnte 17 Jahre lang seine Verbrechen vertuschen.
Harvey benutzte viele Methoden, um seine Opfer zu töten, wie zum Beispiel die Verabreichung von Arsen, Zyanid und Insulin, Erstickung, Gabe verschiedener Gifte und Morphium, durch Ausschalten von Respiratoren, Verabreichung von mit Hepatitis B und/oder HIV verunreinigter Flüssigkeit (die zu einer Hepatitis-Infektion führte, jedoch keine HIV-Infektion und Krankheit statt Tod), Einführung eines Kleiderbügels in einen Katheter, was zu einer Bauchpunktion und anschließender Bauchfellentzündung führte. Zyanid und Arsen waren seine am häufigsten verwendeten Methoden, wobei Harvey sie über Nahrung, Injektion oder intravenös verabreichte. Der Großteil von Harveys Verbrechen ereignete sich im Marymount Hospital (heute Saint Joseph Hospital) in London, Kentucky, im Cincinnati V.A. Medical Hospital und im Cincinnatis Drake Memorial Hospital.
Harveys Opfer waren nicht nur hilflose Krankenhauspatienten. Als er seinen Geliebten und Mitbewohner Carl Hoeweler der Untreue verdächtigte, vergiftete er dessen Essen mit Arsen, damit er zu krank wurde, um die Wohnung zu verlassen. Er vergiftete zwei seiner Nachbarn. Diane Alexander erkrankte, als er Hepatitis-Serum in ihr Getränk gab. Helen Metzger wurde getötet, indem er Arsen in ihre Torte gab. Er tötete auch Hoewelers Vater Henry mit Arsen.
Harvey wurde in der Toledo Correctional Institution inhaftiert, wo er am 26. Oktober 1987 aufgenommen wurde. Seine erste Anhörung zur Bewährung war für April 2013 geplant.
Am 28. März 2017 berichteten die Behörden, dass Harvey in seiner Zelle schwer zusammengeschlagen aufgefunden worden war. Er starb am 30. März 2017 an seinen Verletzungen. Am 3. Mai 2019 wurde sein Mithäftling James Elliott wegen schweren Mordes und anderer Anklagen im Zusammenhang mit dem Tod von Donald Harvey angeklagt.
| Personendaten    | Personendaten                  |
| ---------------- | ------------------------------ |
| NAME             | Harvey, Donald                 |
| KURZBESCHREIBUNG | US-amerikanischer Serienmörder |
| GEBURTSDATUM     | 15. April 1952                 |
| STERBEDATUM      | 30. März 2017                  |